# Marcello Spatafora
Marcello Spatafora, italijanski politik in diplomat, * 30. julij 1941, Innsbruck (Avstrija). 
Po službah na različnih položajih v Parizu, Beogradu in Bejrutu je Spatafora od leta 1980 do 1986 opravljal dolžnost italijanskega ambasadorja v Maleziji. Med letoma 1986 in 1989 je bil italijanski ambasador na Malti, med letoma 1993 in 1997 ambasador v Avstraliji ter med letoma 1997 in 1999 ambasador v Albaniji. V letih 1989 in 1990 je bil vodja italijanske delegacije, odgovorne za organizacijo italijanskega predsedovanja Evropske gospodarske skupnosti.
Od let 2000 do imenovanja za stalnega predstavnika Italije v OZN je delal v italijanskem zunanjem ministrstvu kot generalni direktor Multilateralnega in finančnega sodelovanja.
4. aprila 2003 je svojo akreditacijo predal Generalnemu sekretarju OZN in postal stalni predstavnik Italije v tej instituciji. Decembra 2007 je bil predsednik Varnostnega sveta OZN.